# Scream & Shout
Scream & Shout is een single van de Amerikaanse artiest will.i.am, in samenwerking met Britney Spears. Het nummer verscheen op will.i.ams album #willpower. Lazy Jay was verantwoordelijk voor de productie van het nummer.

## Tracklist
Promo - Digital - Interscope (UMG) / EAN (19-11-2012)
1. Scream & Shout — 4:44

CD-Maxi - Interscope (UMG) / EAN (10-01-2013)
1. Scream & Shout (Dirty Main) — 4:44
2. Scream & Shout (Clean Edit) — 4:10

Remixes - Promo - Digital - Interscope (UMG) / EAN (04-03-2013)
1. Scream & Shout (Hit-Boy Remix (Clean Edit)) — 4:20
2. Scream & Shout (Hit-Boy Remix (Explicit Edit)) — 4:19
3. Scream & Shout (Hit-Boy Remix (Explicit)) — 5:56

## Hitlijsten
De single stond op 7 december 2012 voor het eerst op de eerste plaats van de Belgische iTunes-charts. Op 22 december 2012 stoot het nummer door naar de eerste plaats in de Ultratop 50, Britney Spears scoort hiermee haar vierde nummer 1-hit in Vlaanderen. De week erna bereikt het nummer ook de koppositie in de Nederlandse Single Top 100. Het werd will.i.ams tweede nummer 1-hit onder zijn eigen naam en Spears' vierde nummer 1-hit. Haar laatste was Oops!...I Did It Again uit 2000. In de eerste week van januari 2013 steeg het nummer door tot nummer 1 in de Nederlandse Top 40. Met zeven weken op de hoogste positie in de Top 40, betekent dit dat het haar langstgenoteerde nummer 1-hit in deze lijst is. Ook in onder andere Duitsland, Canada en het Verenigd Koninkrijk wordt het nummer een nummer 1-hit.

## Hitnoteringen
| Hitlijst               | Datum van binnenkomst | Hoogste positie | Aantal weken | Laatste notering |
| ---------------------- | --------------------- | --------------- | ------------ | ---------------- |
| Single Top 100         | 01-12-2012            | 1               | 41           | 11-01-2014       |
| Nederlandse Top 40     | 15-12-2012            | 1               | 20           | 04-05-2013       |
| Vlaamse Ultratop 50    | 01-12-2012            | 1               | 31           | 29-06-2013       |
| Waalse Ultratop 50     | 01-12-2012            | 1               | 38           | 11-01-2014       |
| Australische Top 50    | 09-12-2012            | 2               | 21           | 05-05-2013       |
| Deense Top 40          | 07-12-2012            | 1               | 23           | 10-05-2013       |
| Duitse Top 100         | 29-12-2012            | 1               | 33           | 10-08-2013       |
| Finse Top 20           | 22-12-2012            | 1               | 18           | 20-04-2013       |
| Franse Top 200         | 01-12-2012            | 1               | 60           | *                |
| Nieuw-Zeelandse Top 40 | 03-12-2012            | 1               | 20           | 29-04-2013       |
| Noorse Top 20          | 15-12-2012            | 1               | 23           | 18-05-2013       |
| Oostenrijkse Top 75    | 07-12-2012            | 1               | 39           | 17-01-2014       |
| Spaanse Top 50         | 25-11-2012            | 1               | 41           | 01-09-2013       |
| UK Singles Chart       | 22-12-2012            | 1               | 41           | 26-10-2013       |
| Billboard Hot 100      | 15-12-2012            | 3               | 24           | 25-05-2013       |
| Zweedse Top 60         | 13-12-2012            | 2               | 37           | 23-08-2013       |
| Zwitserse Top 75       | 09-12-2012            | 1               | 43           | 12-01-2014       |

### Nederlandse Top 40
| Hitnotering: 15-12-2012 t/m 04-05-2013 | Hitnotering: 15-12-2012 t/m 04-05-2013 | Hitnotering: 15-12-2012 t/m 04-05-2013 | Hitnotering: 15-12-2012 t/m 04-05-2013 | Hitnotering: 15-12-2012 t/m 04-05-2013 | Hitnotering: 15-12-2012 t/m 04-05-2013 | Hitnotering: 15-12-2012 t/m 04-05-2013 | Hitnotering: 15-12-2012 t/m 04-05-2013 | Hitnotering: 15-12-2012 t/m 04-05-2013 | Hitnotering: 15-12-2012 t/m 04-05-2013 | Hitnotering: 15-12-2012 t/m 04-05-2013 | Hitnotering: 15-12-2012 t/m 04-05-2013 | Hitnotering: 15-12-2012 t/m 04-05-2013 | Hitnotering: 15-12-2012 t/m 04-05-2013 | Hitnotering: 15-12-2012 t/m 04-05-2013 | Hitnotering: 15-12-2012 t/m 04-05-2013 | Hitnotering: 15-12-2012 t/m 04-05-2013 | Hitnotering: 15-12-2012 t/m 04-05-2013 | Hitnotering: 15-12-2012 t/m 04-05-2013 | Hitnotering: 15-12-2012 t/m 04-05-2013 | Hitnotering: 15-12-2012 t/m 04-05-2013 | Hitnotering: 15-12-2012 t/m 04-05-2013 |
| Week:                                  | 1                                      | 2                                      | 3                                      | 4                                      | 5                                      | 6                                      | 7                                      | 8                                      | 9                                      | 10                                     | 11                                     | 12                                     | 13                                     | 14                                     | 15                                     | 16                                     | 17                                     | 18                                     | 19                                     | 20                                     |                                        |
| -------------------------------------- | -------------------------------------- | -------------------------------------- | -------------------------------------- | -------------------------------------- | -------------------------------------- | -------------------------------------- | -------------------------------------- | -------------------------------------- | -------------------------------------- | -------------------------------------- | -------------------------------------- | -------------------------------------- | -------------------------------------- | -------------------------------------- | -------------------------------------- | -------------------------------------- | -------------------------------------- | -------------------------------------- | -------------------------------------- | -------------------------------------- | -------------------------------------- |
| Positie:                               | 19                                     | 13                                     | 1                                      | 1                                      | 1                                      | 1                                      | 1                                      | 1                                      | 1                                      | 2                                      | 3                                      | 3                                      | 3                                      | 8                                      | 10                                     | 13                                     | 15                                     | 16                                     | 20                                     | 35                                     | uit                                    |

### NederlandseSingle Top 100
| Hitnotering (week 1 t/m 40): 01-12-2012 t/m 31-08-2013 Hitnotering (week 41): 11-01-2014 | Hitnotering (week 1 t/m 40): 01-12-2012 t/m 31-08-2013 Hitnotering (week 41): 11-01-2014 | Hitnotering (week 1 t/m 40): 01-12-2012 t/m 31-08-2013 Hitnotering (week 41): 11-01-2014 | Hitnotering (week 1 t/m 40): 01-12-2012 t/m 31-08-2013 Hitnotering (week 41): 11-01-2014 | Hitnotering (week 1 t/m 40): 01-12-2012 t/m 31-08-2013 Hitnotering (week 41): 11-01-2014 | Hitnotering (week 1 t/m 40): 01-12-2012 t/m 31-08-2013 Hitnotering (week 41): 11-01-2014 | Hitnotering (week 1 t/m 40): 01-12-2012 t/m 31-08-2013 Hitnotering (week 41): 11-01-2014 | Hitnotering (week 1 t/m 40): 01-12-2012 t/m 31-08-2013 Hitnotering (week 41): 11-01-2014 | Hitnotering (week 1 t/m 40): 01-12-2012 t/m 31-08-2013 Hitnotering (week 41): 11-01-2014 | Hitnotering (week 1 t/m 40): 01-12-2012 t/m 31-08-2013 Hitnotering (week 41): 11-01-2014 | Hitnotering (week 1 t/m 40): 01-12-2012 t/m 31-08-2013 Hitnotering (week 41): 11-01-2014 | Hitnotering (week 1 t/m 40): 01-12-2012 t/m 31-08-2013 Hitnotering (week 41): 11-01-2014 | Hitnotering (week 1 t/m 40): 01-12-2012 t/m 31-08-2013 Hitnotering (week 41): 11-01-2014 | Hitnotering (week 1 t/m 40): 01-12-2012 t/m 31-08-2013 Hitnotering (week 41): 11-01-2014 | Hitnotering (week 1 t/m 40): 01-12-2012 t/m 31-08-2013 Hitnotering (week 41): 11-01-2014 | Hitnotering (week 1 t/m 40): 01-12-2012 t/m 31-08-2013 Hitnotering (week 41): 11-01-2014 | Hitnotering (week 1 t/m 40): 01-12-2012 t/m 31-08-2013 Hitnotering (week 41): 11-01-2014 | Hitnotering (week 1 t/m 40): 01-12-2012 t/m 31-08-2013 Hitnotering (week 41): 11-01-2014 | Hitnotering (week 1 t/m 40): 01-12-2012 t/m 31-08-2013 Hitnotering (week 41): 11-01-2014 | Hitnotering (week 1 t/m 40): 01-12-2012 t/m 31-08-2013 Hitnotering (week 41): 11-01-2014 | Hitnotering (week 1 t/m 40): 01-12-2012 t/m 31-08-2013 Hitnotering (week 41): 11-01-2014 | Hitnotering (week 1 t/m 40): 01-12-2012 t/m 31-08-2013 Hitnotering (week 41): 11-01-2014 | Hitnotering (week 1 t/m 40): 01-12-2012 t/m 31-08-2013 Hitnotering (week 41): 11-01-2014 |
| Week:                                                                                    | 1                                                                                        | 2                                                                                        | 3                                                                                        | 4                                                                                        | 5                                                                                        | 6                                                                                        | 7                                                                                        | 8                                                                                        | 9                                                                                        | 10                                                                                       | 11                                                                                       | 12                                                                                       | 13                                                                                       | 14                                                                                       | 15                                                                                       | 16                                                                                       | 17                                                                                       | 18                                                                                       | 19                                                                                       | 20                                                                                       | 21                                                                                       | 22                                                                                       |
| ---------------------------------------------------------------------------------------- | ---------------------------------------------------------------------------------------- | ---------------------------------------------------------------------------------------- | ---------------------------------------------------------------------------------------- | ---------------------------------------------------------------------------------------- | ---------------------------------------------------------------------------------------- | ---------------------------------------------------------------------------------------- | ---------------------------------------------------------------------------------------- | ---------------------------------------------------------------------------------------- | ---------------------------------------------------------------------------------------- | ---------------------------------------------------------------------------------------- | ---------------------------------------------------------------------------------------- | ---------------------------------------------------------------------------------------- | ---------------------------------------------------------------------------------------- | ---------------------------------------------------------------------------------------- | ---------------------------------------------------------------------------------------- | ---------------------------------------------------------------------------------------- | ---------------------------------------------------------------------------------------- | ---------------------------------------------------------------------------------------- | ---------------------------------------------------------------------------------------- | ---------------------------------------------------------------------------------------- | ---------------------------------------------------------------------------------------- | ---------------------------------------------------------------------------------------- |
| Positie:                                                                                 | 53                                                                                       | 17                                                                                       | 13                                                                                       | 7                                                                                        | 1                                                                                        | 1                                                                                        | 1                                                                                        | 1                                                                                        | 1                                                                                        | 2                                                                                        | 2                                                                                        | 3                                                                                        | 4                                                                                        | 3                                                                                        | 5                                                                                        | 9                                                                                        | 13                                                                                       | 11                                                                                       | 16                                                                                       | 20                                                                                       | 32                                                                                       | 30                                                                                       |
| Week:                                                                                    | 23                                                                                       | 24                                                                                       | 25                                                                                       | 26                                                                                       | 27                                                                                       | 28                                                                                       | 29                                                                                       | 30                                                                                       | 31                                                                                       | 32                                                                                       | 33                                                                                       | 34                                                                                       | 35                                                                                       | 36                                                                                       | 37                                                                                       | 38                                                                                       | 39                                                                                       | 40                                                                                       |                                                                                          | 41                                                                                       |                                                                                          |                                                                                          |
| Positie:                                                                                 | 28                                                                                       | 39                                                                                       | 47                                                                                       | 52                                                                                       | 50                                                                                       | 55                                                                                       | 66                                                                                       | 69                                                                                       | 55                                                                                       | 62                                                                                       | 71                                                                                       | 65                                                                                       | 72                                                                                       | 87                                                                                       | 77                                                                                       | 87                                                                                       | 99                                                                                       | 98                                                                                       | uit                                                                                      | 93                                                                                       | uit                                                                                      |                                                                                          |

### VlaamseUltratop 50
| Hitnotering: 01-12-2012 t/m 29-06-2013 | Hitnotering: 01-12-2012 t/m 29-06-2013 | Hitnotering: 01-12-2012 t/m 29-06-2013 | Hitnotering: 01-12-2012 t/m 29-06-2013 | Hitnotering: 01-12-2012 t/m 29-06-2013 | Hitnotering: 01-12-2012 t/m 29-06-2013 | Hitnotering: 01-12-2012 t/m 29-06-2013 | Hitnotering: 01-12-2012 t/m 29-06-2013 | Hitnotering: 01-12-2012 t/m 29-06-2013 | Hitnotering: 01-12-2012 t/m 29-06-2013 | Hitnotering: 01-12-2012 t/m 29-06-2013 | Hitnotering: 01-12-2012 t/m 29-06-2013 | Hitnotering: 01-12-2012 t/m 29-06-2013 | Hitnotering: 01-12-2012 t/m 29-06-2013 | Hitnotering: 01-12-2012 t/m 29-06-2013 | Hitnotering: 01-12-2012 t/m 29-06-2013 | Hitnotering: 01-12-2012 t/m 29-06-2013 |
| Week:                                  | 1                                      | 2                                      | 3                                      | 4                                      | 5                                      | 6                                      | 7                                      | 8                                      | 9                                      | 10                                     | 11                                     | 12                                     | 13                                     | 14                                     | 15                                     | 16                                     |
| -------------------------------------- | -------------------------------------- | -------------------------------------- | -------------------------------------- | -------------------------------------- | -------------------------------------- | -------------------------------------- | -------------------------------------- | -------------------------------------- | -------------------------------------- | -------------------------------------- | -------------------------------------- | -------------------------------------- | -------------------------------------- | -------------------------------------- | -------------------------------------- | -------------------------------------- |
| Positie:                               | 17                                     | 7                                      | 2                                      | 1                                      | 1                                      | 1                                      | 1                                      | 1                                      | 1                                      | 1                                      | 1                                      | 2                                      | 2                                      | 4                                      | 4                                      | 6                                      |
| Week:                                  | 17                                     | 18                                     | 19                                     | 20                                     | 21                                     | 22                                     | 23                                     | 24                                     | 25                                     | 26                                     | 27                                     | 28                                     | 29                                     | 30                                     | 31                                     |                                        |
| Positie:                               | 8                                      | 8                                      | 11                                     | 11                                     | 16                                     | 24                                     | 31                                     | 31                                     | 28                                     | 31                                     | 30                                     | 41                                     | 41                                     | 50                                     | 48                                     | uit                                    |